# ピアノ協奏曲第27番 (モーツァルト)
ピアノ協奏曲第27番 変ロ長調 K. 595 は、ヴォルフガング・アマデウス・モーツァルトが1791年に作曲したピアノ協奏曲であり、モーツァルトが作曲した最後のピアノ協奏曲である。

## 作曲と演奏の経緯
モーツァルト自身による作品目録によれば、本作はモーツァルト最期の年である1791年の1月5日に完成したと記されており、この年の作品目録はこの曲からスタートしている。前作の第26番『戴冠式』（K. 537）からは3年間のブランクがあるが、これはこの頃には既にモーツァルトの人気は低迷しており、会員が集まらないために3年以上も予約演奏会を開くことが出来ない状態であり、このためにピアノ協奏曲を作曲するチャンスには恵まれなかったためである。1790年のフランクフルト・アム・マインへの旅行中に、ウィーンへ戻った際には再び予約演奏会を開くするつもりで、この演奏会のプログラムを飾るためにこの協奏曲を作曲したのだった。
しかし、本作が実際に演奏されたのは、1791年3月4日に宮廷料理人イグナーツ・ヤーン邸において催された演奏会においてであり、友人であるクラリネット奏者ヨーゼフ・ベーアから出演依頼を受けたモーツァルトは、1788年に第1楽章を手がけていた本作を完成させて演奏を行ったのだった。この演奏会がモーツァルトにとって演奏者としてステージに登場した最後の機会となっている。なお、この演奏会ではモーツァルトのかつての恋人で義姉のアロイジア・ランゲがモーツァルトのアリアを歌った。
本作はその清澄そのものといえるスタイルや曲想からそれまでのモーツァルトのピアノ協奏曲と一線を画すものであり、同じ年に書かれた『クラリネット協奏曲 イ長調』（K. 622）やオペラ『魔笛』（K. 620）などの最晩年の作品に共通する音調を示しており、自然に流れ、あふれるような楽想やインティメイトな響き、単純ながら円熟した強固な構成感など、それらは同時に「諦観」「諦めの朗らかさ」（アルフレート・アインシュタイン）に支えられている。現代でも本作は、モーツァルトのピアノ協奏曲の中でも演奏回数が最も多いものの一つである。

## 楽器編成
独奏ピアノ、フルート1、オーボエ2、ファゴット2、ホルン2、弦五部。

## 曲の構成
全3楽章構成。演奏時間は約30分。
第1楽章と第3楽章にはモーツァルト自身のカデンツァが残されているが、第3楽章にある2箇所のアインガング（導入部分）は、モーツァルト自身のものは残されていない。
- 第1楽章 アレグロ
変ロ長調、4分の4拍子、ソナタ形式。
『交響曲第40番 ト短調』（K. 550）と同様に、雰囲気を確保するための1小節の伴奏で始まる。展開部では、もっぱら第1主題が使われる。
流れるように美しい旋律に、フルートの応答を伴う穏やかな第2主題が続く。さらに第3主題が流れるように続き、印象的な旋律が続いて結尾にもたらされる。再度の提示部で第1主題はいくぶん装飾を加えられて登場し、その後、独奏ピアノの表情豊かな旋律から転調が巧みに行われていく。さらに第2主題から続く第3主題と登場し、コーダで結ばれる[1]。
- 第2楽章 ラルゲット
変ホ長調、2分の2拍子（アラ・ブレーヴェ）、三部形式。
モーツァルトの晩年特有の静謐な美しさを持つ。
- 第3楽章 アレグロ
変ロ長調、8分の6拍子、ロンド形式。
軽快なロンド主題で始まる。このロンド主題は、同年に作曲された歌曲『春への憧れ』（K. 596）に転用された。